# Кольцов, Виктор Григорьевич
Виктор Григорьевич Кольцо́в (настоящая фамилия — Кутако́в; 11 (23) ноября 1898 — 25 января 1978) — советский актёр театра и кино. Народный артист РСФСР (1955). Лауреат Сталинской премии второй степени (1952).

## Биография
В. Г. Кутаков родился 11 (23 ноября) 1898 года в Москве. В 1928 году окончил Театральное училище при театре имени Е. Б. Вахтангова. С 1924 года актёр МАДТ имени Е. Б. Вахтангова.
Педагог Театрального училища имени Б. В. Щукина, профессор (1972).
В. Г. Кольцов умер 25 января 1978 года. Похоронен в Москве на Даниловском кладбище.

## Творчество

### Роли в театре
- 1951 — «Егор Булычов и другие» М. Горького — Трубач
- «Живой труп» Л. Н. Толстого — адвокат Петрушин
- «На всякого мудреца довольно простоты» А. Н. Островского — Крутицкий
- «Накануне» по И. С. Тургеневу — Николай Артемьевич Стахов
- «Цветы запоздалые» по А. П. Чехову — Чиновник
- «Тысяча душ» по А. Ф. Писемскому — капитан, брат Годнева
- «Марион Делорм» В. Гюго — граф Девильяк
- «Гамлет» Шекспира — Полоний
- «Интервенция» Л. И. Славина — Марсиаль
- «Много шума из ничего» Шекспира — Кизил
- «Сирано де Бержерак» Э. Ростана — Кристиан
- «Фронт» А. Е. Корнейчука — артист Грустный
- «Стряпуха» А. В. Софронова — сторож Тимофей Слива
- «Гравюра на дереве» по Б. А. Лавренёву

### Фильмография
- 1941 — Дело Артамоновых — Евсей Дмитрич Баймаков
- 1944 — Родные поля — Семён Хвалин
- 1946 — Глинка — В. Ф. Одоевский
- 1951 — Незабываемый 1919-й — Ллойд Джордж
- 1955 — Белый пудель — Мартын Лодыжкин
- 1955 — Княжна Мери — Пьяный на балу
- 1958 — Сорока-воровка — Эпизод
- 1958 — Дожди —  Иван Семёнович
- 1958 — У тихой пристани — Касьян Иванович
- 1959 — Золотой эшелон — Кир Алексеевич Семицветов
- 1959 — Особый подход — Антон Антонович Степанчиков
- 1959 — Солнце светит всем — директор школы Николай Семёнович
- 1961 — Мир входящему — Генерал
- 1961 — Человек ниоткуда — Эпизод
- 1962 — Гусарская баллада — Штаб-майор Азаров;
- 1962 — Молодо-зелено — Павел Казимирович Крижевский
- 1962 — Суд — Фельдшер Василий Максимович Митягин
- 1964 — Первый снег
- 1964 — Председатель
- 1965 — Похождения зубного врача — Член областной комиссии
- 1966 — Дневные звёзды — Старик
- 1967 — Операция «Трест» — князь Сергей Тверской
- 1969 — Ночной звонок — Яша
- 1970 — Кремлёвские куранты — Оптимист

### Озвучивание мультфильмов
- 1951 — Сказка о мертвой царевне и семи богатырях
- 1971 — Лабиринт. Подвиги Тесея — царь Афин Эгей

## Аудиопостановки
- 1962 — «Приключения Чиполлино» (грампластинка) — Мастер Виноградина (композиция З. Потаповой и С. Богомазова, музыка Н. Пейко. Всесоюзная фирма грамзаписи «Мелодия»)

## Награды и премии
- Народный артист РСФСР (1955)
- Заслуженный артист РСФСР (1944)
- Сталинская премия второй степени (1952) — за исполнение роли Трубача в спектакле «Егор Булычов и другие» М. Горького (1951)
- Орден Трудового Красного Знамени (16 декабря 1946) — за выдающиеся заслуги в области советского театрального искусства, в связи с 20-летием Государственного театра имени Евг. Вахтангова